# Julia Schlaepfer
Julia Schlaepfer (Bellevue, 3 de março de 1995) é uma atriz americana. Ela é mais conhecida por interpretar Alice Charles em The Politician e Alexandra em 1923.

## Filmografia

### Cinema
| Ano  | Título                | Papel          |
| ---- | --------------------- | -------------- |
| 2018 | Charlie Says          | Sandra Good    |
| 2022 | The Sky Is Everywhere | Rachel Brazile |

### Televisão
| Ano       | Título                  | Papel            | Notas                  |
| --------- | ----------------------- | ---------------- | ---------------------- |
| 2017      | Madam Secretary         | Ashley Whittaker | Episódio: "Good Bones" |
| 2018      | Instinct                | Maggie Fallon    | Episódio: "Heartless"  |
| 2019–2020 | The Politician          | Alice Charles    | 15 episódios           |
| 2022      | American Horror Stories | Celeste          | Episódio: "Milkmaids"  |
| 2022–2025 | 1923                    | Alexandra        | 15 episódios           |